# Kilden (Courbet)
 For alternative betydninger, se Kilde (flertydig). (Se også artikler, som begynder med Kilde)
Kilden (fransk: La Source) er et oliemaleri fra 1862 af den franske maler Gustave Courbet. 